# Região Metropolitana de São Paulo
Região Metropolitana de São Paulo (RMSP), também conhecida como Grande São Paulo, é a maior região metropolitana do Brasil, com cerca de 20,7 milhões de habitantes, e uma das dez regiões metropolitanas mais populosas do mundo. Reúne 39 municípios do estado de São Paulo em intenso processo de conurbação.
O termo refere-se à extensão da capital paulista, formando com seus municípios lindeiros uma mancha urbana contínua. A RMSP foi instituída pela Lei Complementar Federal Nº 14, de 8 de junho de 1973. No entanto, sua existência legal e política dependia da aprovação de uma lei estadual específica, de acordo com a Constituição Federal de 1988, no 3.º parágrafo do artigo 25, que atribuiu aos estados a responsabilidade pela criação das regiões metropolitanas.
A população, segundo a estimativa calculada para 1º de julho de 2021, era de 20 743 587 habitantes. Sua população é superior à de vários países, como o Chile (17 248 450), Países Baixos (17 100 475) e Portugal (10 487 289), além de ser mais populoso que a Bolívia, o Paraguai e o Uruguai juntos. Se a Região Metropolitana de São Paulo fosse uma nação, seria a 59ª mais populosa do mundo. 
Outros centros urbanos próximos a São Paulo são também regiões metropolitanas do estado, como Campinas, Baixada Santista, Vale do Paraíba, Sorocaba e Jundiaí. O chamado Complexo Metropolitano Expandido, megalópole da qual a Grande São Paulo faz parte, ultrapassa os 32,2 milhões de habitantes, aproximadamente 75% da população do estado. As regiões metropolitanas de Campinas e de São Paulo são interligadas pela Região Metropolitana de Jundiaí, e formam a primeira macrometrópole do hemisfério sul, unindo 72 municípios que, juntos, abrigam 12% da população brasileira.

## Geografia
A área da Região Metropolitana da São Paulo – 7 946 quilômetros quadrados – corresponde a menos de um milésimo da superfície brasileira e pouco mais de 3% do território paulista. Tem aproximadamente as mesmas dimensões de algumas nações, como Líbano (10 452 km²) e Jamaica (10 991 km²), e superiores às de países como Luxemburgo (2 586 km²).
O espraiamento urbano da Grande São Paulo é caracterizado pelo crescimento urbano desconcentrado, com baixa densidade e vazios urbanos, o que pode gerar problemas como periferização da população, aumento de congestionamentos e ocupação de áreas ambientalmente vulneráveis A RMSP passou por mudanças significativas ao longo do século XX, com a industrialização, a expansão do transporte rodoviário e a concentração de empregos no setor terciário.
A periferização da população, especialmente de baixa renda, foi impulsionada pela oferta de terrenos irregulares e conjuntos habitacionais populares em áreas distantes do centro. Entre 1974 e 2002, a área urbanizada cresceu mais rapidamente do que a população, especialmente no período de 1997 a 2002, indicando espraiamento. A densidade média da RMSP aumentou entre 1974 e 1997, mas caiu entre 1997 e 2002. A distribuição espacial das densidades mostra uma fragmentação dos núcleos urbanos na região.

## Economia

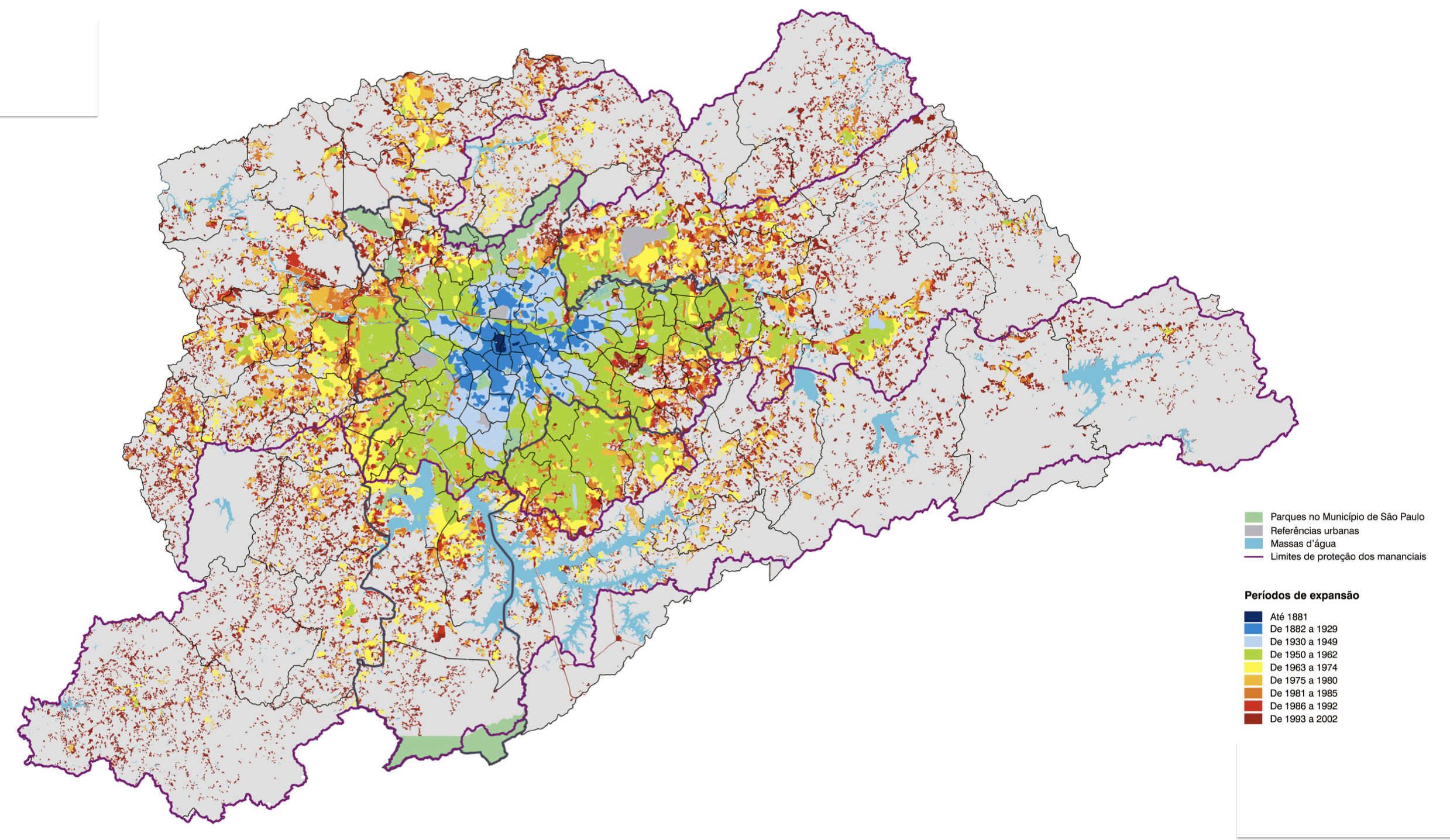
Evolução da área urbana da região metropolitana

A Região Metropolitana de São Paulo é o maior polo de riqueza nacional. A renda per capita em 2011 atingiu cerca de R$ 38 348. A metrópole detém a centralização do comando do grande capital privado, concentrando a maioria das sedes brasileiras dos mais importantes complexos industriais, comerciais e principalmente financeiros, que controlam as atividades econômicas no país.
Esses fenômenos fizeram surgir e condensar na região metropolitana uma série de serviços sofisticados, definidos pela íntima dependência da circulação e transporte de informações: planejamento, publicidade, marketing, seguro, finanças e consultorias, entre outros. A região exibe um Produto Interno Bruto (PIB) de R$ 760,04 bilhões (2011). Em 2011 representava 56,32% do PIB paulista.
A Grande São Paulo abriga quatro das trinta cidades com melhor infraestrutura no Brasil, tendo São Paulo em primeiro lugar, São Bernardo do Campo e Guarulhos empatadas na nona posição e Santo André na vigésima-sétima colocação.

## Municípios
Esta lista é classificável. Clique no ícone  no cabeçalho da coluna para alterar a chave e a ordem de classificação.
| Foto  | Município              | Área territorial (km²) | População (2022) | PIB (2021) (em mil reais) | IDH-M (2010)     |
| ----- | ---------------------- | ---------------------- | ---------------- | ------------------------- | ---------------- |
|       | Arujá                  | 96,11                  | 86 678           | 8 293 370,162             | 0,784 alto       |
|       | Barueri                | 65,69                  | 316 473          | 58 027 666,618            | 0,786 alto       |
|       | Biritiba Mirim         | 317,41                 | 29 676           | 971 015,868               | 0,712 alto       |
|       | Caieiras               | 96,10                  | 95 030           | 4 858 858,148             | 0,781 alto       |
|       | Cajamar                | 131,33                 | 92 689           | 22 713 160,274            | 0,728 alto       |
|       | Carapicuíba            | 34,97                  | 387 121          | 6 854 705,734             | 0,749 alto       |
|       | Cotia                  | 324,01                 | 273 640          | 16 114 164,611            | 0,780 alto       |
|       | Diadema                | 30,80                  | 393 237          | 18 484 355,533            | 0,757 alto       |
|       | Embu das Artes         | 70,39                  | 250 720          | 14 314 753,758            | 0,735 alto       |
|       | Embu-Guaçu             | 155,63                 | 66 970           | 1 456 125,367             | 0,749 alto       |
|       | Ferraz de Vasconcelos  | 29,57                  | 179 205          | 4 740 673,305             | 0,738 alto       |
|       | Francisco Morato       | 49,07                  | 165 139          | 1 872 466,812             | 0,703 alto       |
|       | Franco da Rocha        | 133,931                | 144 849          | 1 872 466,812             | 0,731 alto       |
|       | Guararema              | 270,82                 | 31 236           | 1 546 741,266             | 0,731 alto       |
|       | Guarulhos              | 318,68                 | 1 291 784        | 77 376 466,722            | 0,763 alto       |
|       | Itapecerica da Serra   | 150,87                 | 158 522          | 4 909 298,748             | 0,742 alto       |
|       | Itapevi                | 82,66                  | 232 513          | 12 854 995,018            | 0,735 alto       |
|       | Itaquaquecetuba        | 82,61                  | 369 275          | 9 519 617,706             | 0,714 alto       |
|       | Jandira                | 17,45                  | 118 045          | 4 908 360,238             | 0,760 alto       |
|       | Juquitiba              | 522,18                 | 27 404           | 573 997,22                | 0,709 alto       |
|       | Mairiporã              | 320,70                 | 93 617           | 2 288 091,621             | 0,788 alto       |
|       | Mauá                   | 61,87                  | 418 261          | 20 776 212,745            | 0,766 alto       |
|       | Mogi das Cruzes        | 712,67                 | 449 955          | 19 604 517,461            | 0,783 alto       |
|       | Osasco                 | 64,95                  | 743 432          | 86 111 259,991            | 0,776 alto       |
|       | Pirapora do Bom Jesus  | 108,52                 | 18 370           | 826 672,314               | 0,727 alto       |
|       | Poá                    | 17,26                  | 103 765          | 3 769 347,372             | 0,771 alto       |
|       | Ribeirão Pires         | 99,12                  | 115 559          | 3 891 002,63              | 0,784 alto       |
|       | Rio Grande da Serra    | 36,34                  | 44 170           | 960 727,232               | 0,749 alto       |
|       | Salesópolis            | 425,00                 | 15 202           | 251 751,908               | 0,732 alto       |
|       | Santa Isabel           | 363,30                 | 53 174           | 1 658 732,668             | 0,738 alto       |
|       | Santana de Parnaíba    | 179,93                 | 154 105          | 11 544 903,483            | 0,814 muito alto |
|       | Santo André            | 175,78                 | 748 919          | 32 620 294,592            | 0,815 muito alto |
|       | São Bernardo do Campo  | 409,48                 | 810 729          | 58 277 014,065            | 0,805 muito alto |
|       | São Caetano do Sul     | 15,33                  | 165 655          | 15 566 768,386            | 0,862 muito alto |
|       | São Lourenço da Serra  | 186,33                 | 15 984           | 285 411,76                | 0,728 alto       |
|       | São Paulo              | 1 521,10               | 11 451 245       | 828 980 607,731           | 0,805 muito alto |
|       | Suzano                 | 206,20                 | 307 364          | 14 811 513,691            | 0,765 alto       |
|       | Taboão da Serra        | 20,39                  | 273 542          | 10 291 072,498            | 0,769 alto       |
|       | Vargem Grande Paulista | 42,48                  | 50 333           | 2 898 202,787             | 0,770 alto       |
| Total | Total                  | 7 946,84               | 20 743 587       | 947 608 817               | 0,780 alto       |

## Distritos
| Municípios            | Distritos                |
| --------------------- | ------------------------ |
| Barueri               | Aldeia                   |
| Barueri               | Jardim Belval            |
| Barueri               | Jardim Silveira          |
| Cajamar               | Jordanésia               |
| Cajamar               | Polvilho                 |
| Carapicuíba           | Aldeia de Carapicuíba    |
| Carapicuíba           | Vila Dirce               |
| Cotia                 | Caucaia do Alto          |
| Embu-Guaçu            | Cipó-Guaçu               |
| Ferraz de Vasconcelos | Santa Margarida Paulista |
| Ferraz de Vasconcelos | Santo Antônio Paulista   |
| Guarulhos             | Jardim Presidente Dutra  |
| Juquitiba             | Barnabés                 |
| Mairiporã             | Terra Preta              |
| Mogi das Cruzes       | Biritiba Ussu            |
| Mogi das Cruzes       | Brás Cubas               |
| Mogi das Cruzes       | César de Sousa           |
| Mogi das Cruzes       | Jundiapeba               |
| Mogi das Cruzes       | Quatinga                 |
| Mogi das Cruzes       | Sabaúna                  |
| Mogi das Cruzes       | Taiaçupeba               |
| Poá                   | Cidade Kemel             |
| Ribeirão Pires        | Jardim Santa Luzia       |
| Ribeirão Pires        | Ouro Fino Paulista       |
| Salesópolis           | Nossa Senhora do Remédio |
| Santo André           | Capuava                  |
| Santo André           | Paranapiacaba            |
| São Bernardo do Campo | Riacho Grande            |
| Suzano                | Boa Vista Paulista       |
| Suzano                | Palmeiras de São Paulo   |

## Infraestrutura

### Transporte rodoviário

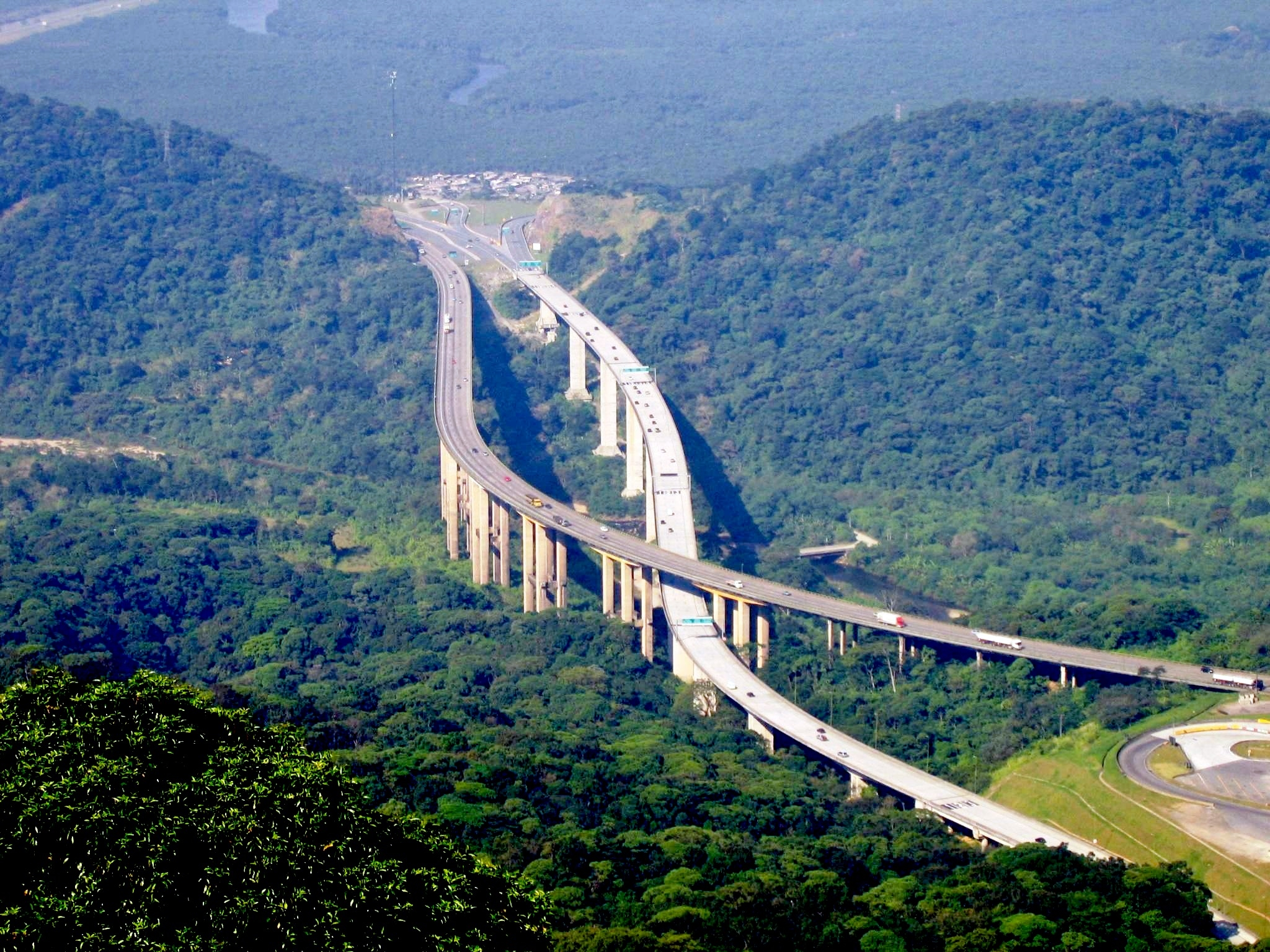
A Rodovia dos Imigrantes liga a RMSP à Baixada Santista.

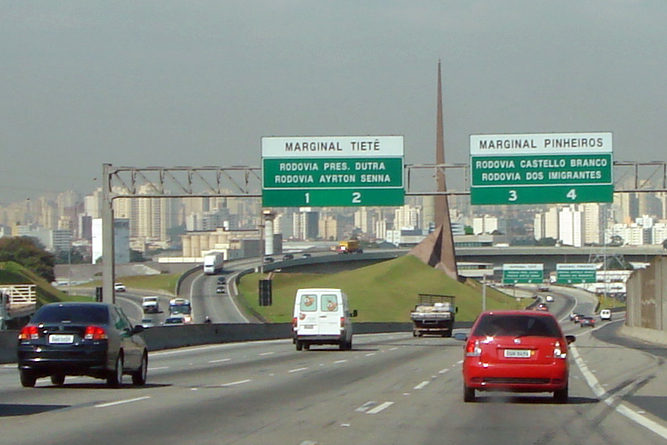
Rodovia dos Bandeirantes na entrada da cidade de São Paulo, a rodovia liga a capital à Região Metropolitana de Campinas.

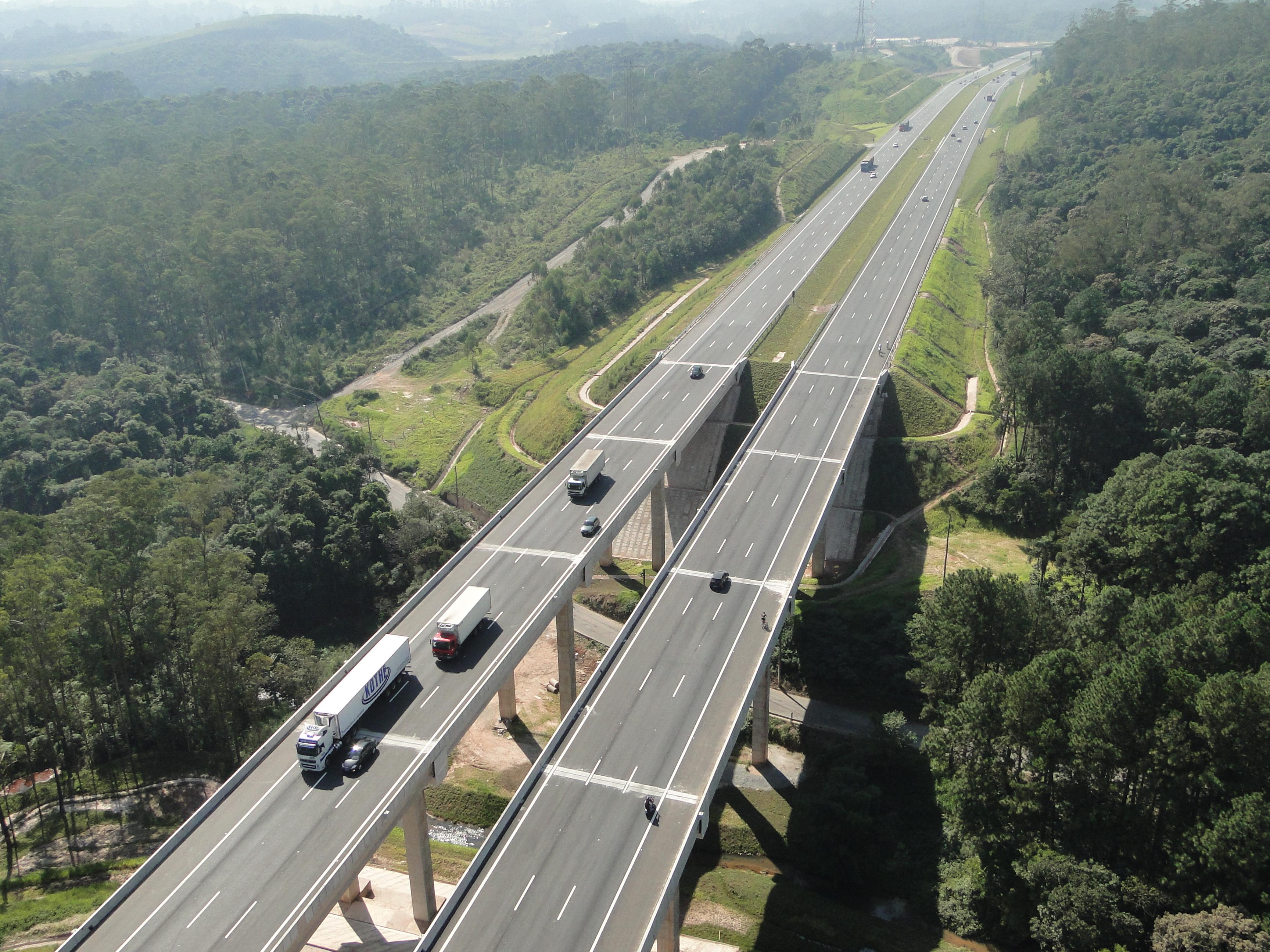
Trecho sul do Rodoanel Mário Covas.

Principais rodovias
- Bandeirantes
- Anhanguera
- Castelo Branco
- Raposo Tavares
- Imigrantes
- Anchieta
- Ayrton Senna
- Rodoanel Mário Covas
- Marginal Tietê e Marginal Pinheiros
- Fernão Dias
- Presidente Dutra
- Régis Bittencourt
- Avenida do Estado

#### Rodoanel
O Rodoanel Mário Covas (SP-021), também conhecido como Rodoanel Metropolitano de São Paulo ou simplesmente Rodoanel é uma autoestrada de 177 quilômetros, duas pistas e oito faixas de rodagem que está sendo construída em torno do centro da Região Metropolitana de São Paulo, na tentativa de aliviar o intenso tráfego de caminhões oriundos do norte e sul do Brasil e que hoje cruzam as duas vias urbanas marginais da cidade (Pinheiros e Tietê), cujo reflexo no tráfego vem provocando uma grave situação de congestionamentos.

#### Outras rodovias
- Rodovia Tancredo Neves
- Rodovia Caminho do Mar
- Rodovia José Simões Louro Júnior
- Rodovia Armando Sales
- Rodovia Índio Tibiriçá
- Rodovia Henrique Eroles
- Rodovia Hélio Smidt
- Rodovia Prof. Alfredo Rolim de Moura
- Rodovia Dom Paulo Rolim Loureiro
- Rodovia Deputado Antonio Adib Chammas
- Rodovia Juvenal Ponciano de Camargo
- Estrada do Governo
- Estrada dos Romeiros
- Rodovia Bunjiro Nakao
- Estrada Sezefredo Fagundes
- Estrada da Roselândia
- Rodovia Engenheiro Renê Benedito da Silva (Estrada Velha de Itapevi
- Rodovia Padre Eustáquio
- Rodovia Mogi-Dutra